# Cantaloupe Island
Cantaloupe Island ist ein Jazzstandard von Herbie Hancock, der 1964 veröffentlicht wurde.
Der Titel wird dem modalen Jazz zugeordnet und weist Elemente des Funk auf. Er verwendet nur drei verschiedene Akkorde: f-Moll, Des-Dur (als Septakkord), d-Moll.

## Originalaufnahme
Der Titel wurde erstmals 1964 auf dem Album Empyrean Isles (Blue Note) veröffentlicht und gehört heute – neben Rockit (1983) und Watermelon Man (1962) – zu Hancocks bekanntesten Stücken. Eingespielt wurde er zunächst in der Besetzung: Herbie Hancock (Klavier), Freddie Hubbard (Kornett), Ron Carter (Bass) und Tony Williams (Schlagzeug). Mit Williams und Carter spielte Hancock seit 1963 bei Miles Davis (Miles Davis in Europe, Columbia, 1993); ab 1965 bildeten sie mit Wayne Shorter das sogenannte „zweite große Miles Davis Quintet“, mit dem Alben wie E.S.P. (1965), Sorcerer (1967) und Nefertiti (1967) eingespielt wurden. Produziert wurde die Aufnahme, die am 17. Juni 1964 im Studio von Rudy Van Gelder in Englewood Cliffs entstand, von Blue-Note-Gründer Alfred Lion. Die Aufnahme hat eine Länge von 5:30 Minuten.
Der Jazzkritiker Ted Gioia schrieb auf jazz.com über den Titel:

„Dies ist eine der funkigsten akustischen Jazzaufnahmen ihrer Zeit […] Hancocks Klavierfigur treibt die Band an, und Hubbard trägt eines seiner bemerkenswertesten Soli bei. Vergesst Gilligans oder Crusoes langweiligen Strand, … das Nachtleben ist auf ‚Cantaloupe Island‘ besser.“

Mit Cantelope Island vom Funk-Fusion-Album Secrets (Columbia Records, 1976) veröffentlichte Hancock eine modifizierte Version von Cantaloupe Island. Über die Aufnahme, die mit Wah Wah Watson und Bennie Maupin entstand, schrieb Richard S. Ginell von Allmusic.com:

„Wieder entschied sich Hancock dazu, einen seiner eigenen Standards neu umzusetzen; ‚Cantelope [sic] Island‘ ist fast unerkennbar umgewandelt worden in ein brummelndes, schwadronierendes Etwas.“

Bekannt wurden auch einige Live-Aufnahmen. Darunter eine vierhändige Version, bei der Hancock sich auf dem Münchner Klaviersommer am 15. Juli 1988 an einem Bösendorfer Computerflügel „selbst begleitet“ (Herbie Hancock Special with Bobby McFerrin and Michael Brecker, 1988). Eine weitere Aufnahme entstand während der Tournee zu Jack DeJohnettes Album Parallel Realities, dabei spielte Hancock mit DeJohnette (Schlagzeug), Pat Metheny (Gitarre) und Dave Holland (Bass) auf dem Mellon Jazz Festival in Philadelphia am 23. Juni 1990 (DeJohnette, Hancock, Holland, Metheny in Concert, 2000).

## Cantaloop von Us3
Die britische Band Us3 (auch unter Us3 featuring Rahsaan veröffentlicht) brachte den Titel 1993 unter dem Namen Cantaloop (Flip Fantasia) in einer Hip-Hop-Version heraus. Über ein Sample des Pianoparts von Hancock wurde dabei ein Rap von Rahsaan Kelly und ein Trompetenpart von Gerard Presencer eingespielt. Produziert wurde der Titel, der dem Jazz-Rap bzw. Acid Jazz zugeordnet wird, von Geoff Wilkinson und Mel Simpson. Eingeleitet wird der Titel mit einem Sample des Birdland-Ansagers Pee Wee Marquette (diese Ansage war ursprünglich auf Art Blakeys Live-Album A Night at Birdland von 1954 zu hören). Weitere Sprachsamples stammen aus dem Jazzstück Everything I Do Gonna Be Funky (From Now On) von Lou Donaldson.
Cantaloop wurde zusammen mit dem Album Hand on the Torch, das eine Hommage an Blue Note und seinen Gründer Alfred Lion darstellt, der bis dahin größte kommerzielle Erfolg des Blue Note Labels. In den USA erreichte die Single Platz 9 der Billboard Hot 100, das Album verkaufte sich mehr als 1.000.000 mal und erhielt somit Platin, in Großbritannien, Japan und Kanada erhielt das Album Gold. In einem Interview äußerte sich Hancock, der auf einem Konzert sein Cantaloupe Island scherzhaft als „etwas von einer Band namens Us3“ ankündigte, positiv über diese Version: „I thought it was pretty cool.“ Ron Wynn von AllMusic schrieb in seinem Review zu Hand on the Torch:

„… wenn Worte und Musik ineinander greifen wie auf Cantaloop oder The Darkside, zeigt Us3, wie wirkungsvoll sich Hiphop und Jazz mischen können.“

Cantaloop erlangte insbesondere durch Filme (Super Mario Bros., 1993; Jimmy Hollywood, 1994; It Takes Two, 1995), Fernsehshows (Willemsens Woche, ZDF, 1994–1998) und Werbespots (Tassimo, 2005) weltweit einen hohen Bekanntheitsgrad. In Deutschland wurde es in den 1990er Jahren nach einem Werbespot für ein Eis der Firma Schöller auch mit dem Zusatztitel The Song of Manhattan verkauft, dabei war Manhattan der Name des zu bewerbenden Eises.

## Weitere Interpretationen
- Nat Adderley: Sayin’ Somethin’ (Atlantic, 1966)*
- Kai Winding: Dirty Dog (Verve, 1966)*
- Raul de Souza: International Hot (whatmusic, 1968)
- Jean-Luc Ponty: Jean-Luc Ponty Experience with the George Duke Trio (Blue Note, 1969)
- The Third Wave: The Third Wave, (MPS, 1969)
- El Chicano: Viva Tirado (Kapp Records, 1970)
- Mark Murphy: Mark Murphy Sings (Muse, 1975, Text: Mark Murphy)
- Carmel McCourt: Every Little Bit (metronome 1987; nur als Sample genutzt)[13]
- Milton Nascimento: Pietá  (Warner, 2005)*
- Tanghetto: el miedo a la libertad (Constitution Music, 2008) (als Electrotango)

* mit Herbie Hancock am Klavier